# Kexören
Kexören är en ö i Finland. Den ligger i sjön Larsmosjön och i kommunen Pedersöre i den ekonomiska regionen  Jakobstadsregionen  och landskapet Österbotten, i den centrala delen av landet, 400 km norr om huvudstaden Helsingfors. Öns area är 33 hektar och dess största längd är 1,1 kilometer i sydöst-nordvästlig riktning. I omgivningarna runt Kexören växer i huvudsak blandskog.